# Tarte al djote

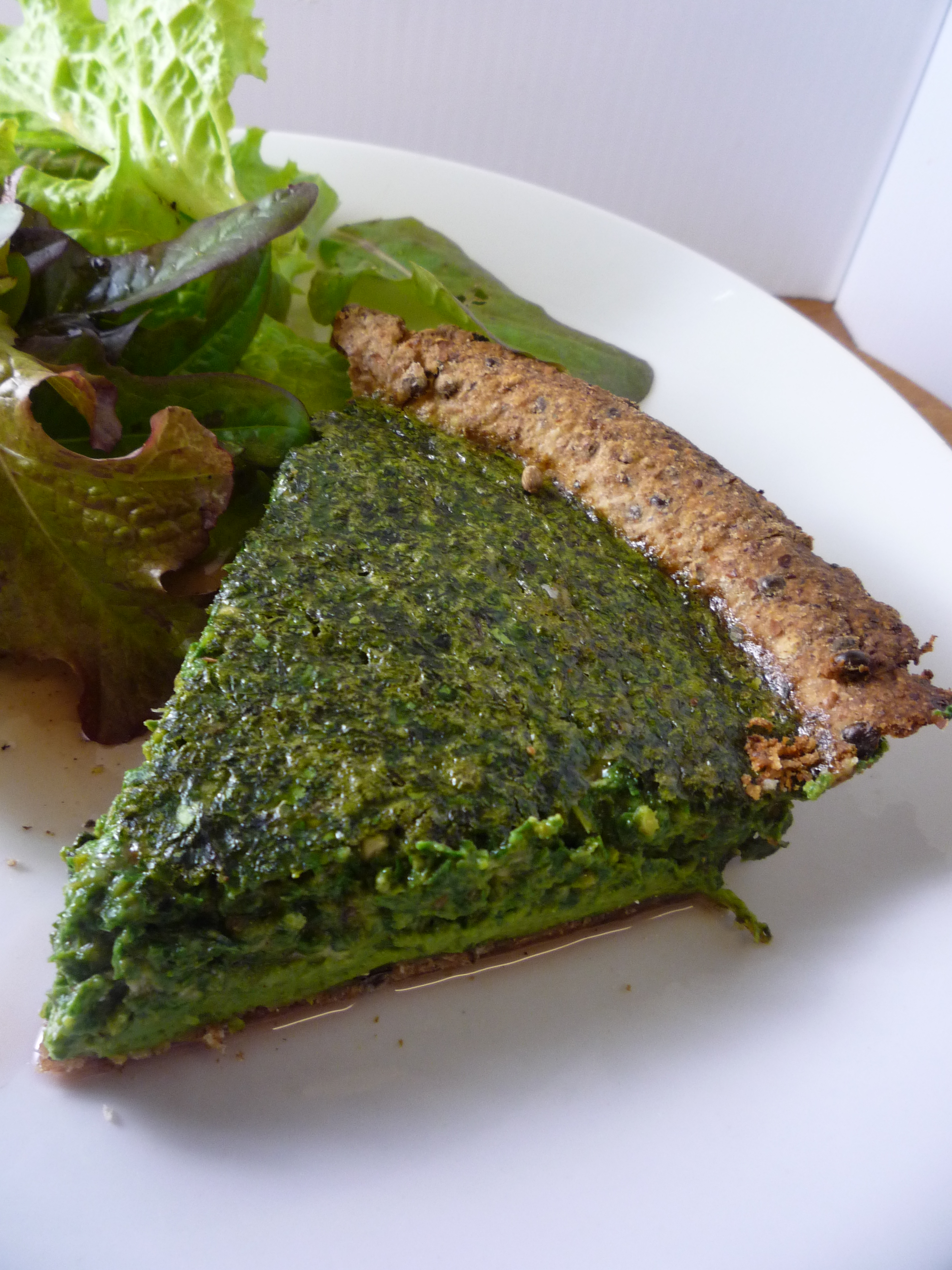
Een stuk tarte al djote

De tarte al djote  is een culinaire specialiteit van de stad Nijvel.
De benaming tarte al djote vindt men voor het eerst terug in teksten daterend van 1218, maar is waarschijnlijk heel wat ouder. De taart bestaat uit deeg, "bètchéye" (een gefermenteerde kaas op basis van koemelk), peterselie, ui, eieren, boter en "djote" (de Nijvelse benaming voor snijbiet).
De "Confrériye del Târte al Djote", die de lokale folklore en het toerisme behartigt, kent sinds 1980 een kwaliteitslabel toe en dit op basis van een strikt reglement.